# Dunne D.5
Dunne D.5 byl experimentální letoun postavený ve Spojeném království v roce 1910. Byl zkonstruován J. W. Dunnem a vyroben ve firmě Short Brothers v Leysdownu, 
Byl to bezocasý dvouplošník se šípovými křídly, stejné koncepce jako předchozí Dunnův letoun D.4, který v utajení zkonstruoval pro vojenské výzkumné středisko Army Balloon Factory. Poté, co ministerstvo obrany zastavilo financování projektu, Dunne pokračoval ve své práci, financován ze soukromých zdrojů. Stejně jako jeho vojenský předchůdce, byl D.5 poháněn dvěma tlačnými vrtulemi, ale byl vybaven podstatně silnějším motorem.
Letoun poprvé vzlétl v létě 1910, pilotován samotným Dunnem. Stroj se jako jeden z prvních letounů s pevnými křídly vyznačoval aerodynamickou stabilitou za letu. V prosinci 1910 byly provedeny dva předváděcí lety pro Královský aeroklub, jednoho z nich se zúčastnil i Orville Wright.
V roce 1911 letoun havaroval a jeho přestavbou vznikl nový typ D.8.

## Specifikace

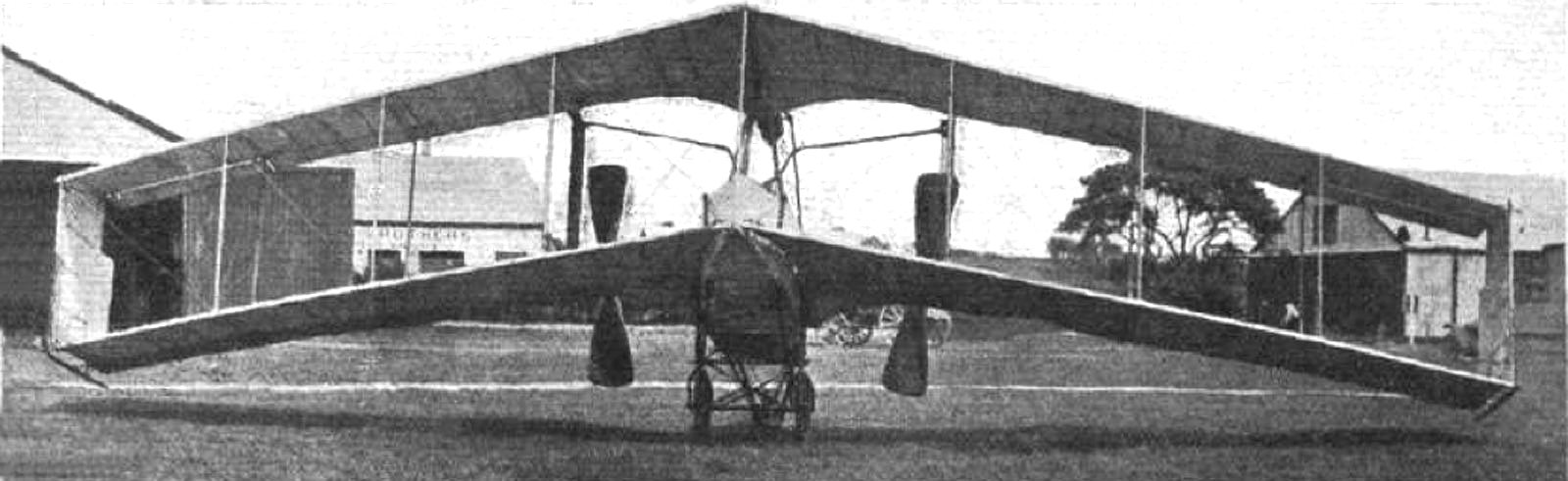
D.5, pohled zepředu

### Technické údaje
- Osádka: 1
- Délka: 6,21 m
- Rozpětí křídel: 14,02 m
- Výška: 3,51 m
- Nosná plocha: 49,0 m²
- Vzletová hmotnost: 703 kg
- Pohonná jednotka: 1 × Green o výkonu 45 kW (60 k)

## Odkazy

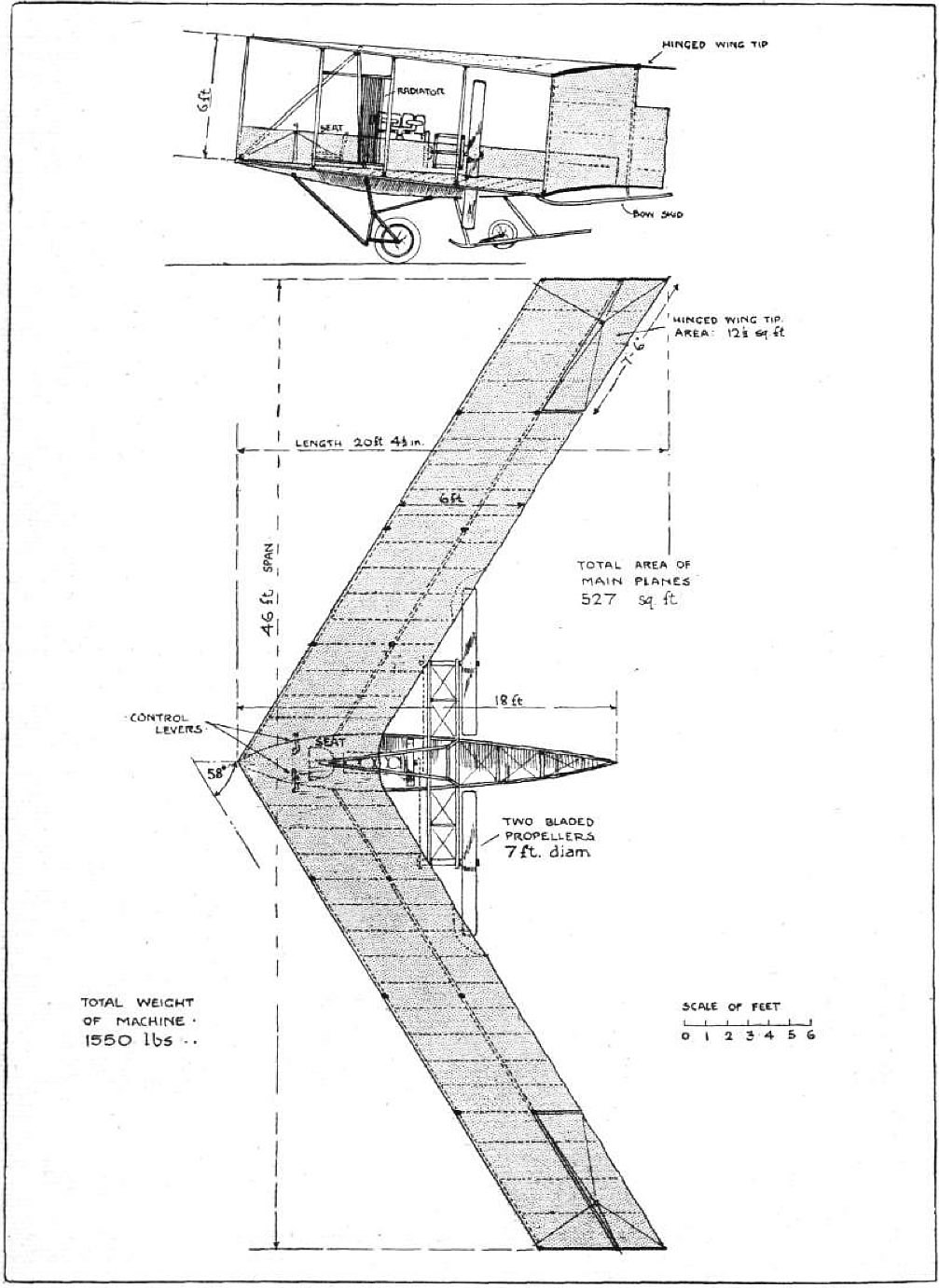

### Výkony
- Maximální rychlost: 72 km/h